# Taekwondo aux Jeux sud-asiatiques 2006
 (septembre 2009).
Si vous disposez d'ouvrages ou d'articles de référence ou si vous connaissez des sites web de qualité traitant du thème abordé ici, merci de compléter l'article en donnant les références utiles à sa vérifiabilité et en les liant à la section « Notes et références ».
Voici les résultats des compétitions de taekwondo aux Jeux sud-asiatiques 2006. À cette occasion, trois épreuves de taekwondo figuraient au programme, trois masculines classifiées par catégories de poids. 

## Liste des épreuves

### Hommes
- Poids welters
- Poids moyens
- Poids lourds

## Liste des championssud-asiatiques(médaillés d'or)

### Hommes
- Poids welters : Deepak Bista (Népal)
- Poids moyens
- Poids lourds